# ثلاثي فينيلات القصدير
مركبات ثلاثي فينيل القصدير هي مركبات القصدير العضوي بالصيغة العامة (C6H5) 3SnX. تحتوي على مجموعة ثلاثي فينيل القصدير، (C6H5) 3Sn، أو Ph3Sn، والتي تتكون من ذرة من القصدير مرتبطة بثلاث مجموعات فينيل. تتضمن أمثلة تريفينيلتينات ما يلي:
- هيدريد ثلاثي فينيل القصدير، Ph3SnH.
- هيدروكسيد ثلاثي فينيل القصدير، Ph3SnOH.
- كلوريد ثلاثي فينيل القصدير، Ph3SnCl.
- أسيتات ثلاثي فينيل القصدير، Ph3SnOAc.

تم استخدام مركبات تريفينيلتين على نطاق واسع كمبيدات طحالب ومبيدات رخويات في المنتجات المضادة للحشف منذ الستينيات، جنبًا إلى جنب مع مركبات ثلاثي بوتيل القصدير، وكلتا الفئتين من المركبات ذات أهمية بيئية محلية (وليست عالمية) لأنها ملوثات عضوية ثابتة. كما أنها تستخدم في التخليق العضوي لتوليد الجذور أو تشق روابط الكربون والأكسجين.